# Fanny Reybaud
Pour les articles homonymes, voir Reybaud.
Henriette Étiennette Fanny Arnaud, dite Fanny Reybaud, née le 13 décembre 1802 à Aix-en-Provence et morte à Nice le 25 novembre 1870 , plus connue en son temps sous le nom de Madame Reybaud ou de Madame Charles Reybaud, est une romancière du XIXe siècle.

## Biographie
Originaire d'Aix-en-Provence, elle est la fille d'un médecin, le docteur Arnaud, ami de François-Auguste Mignet et d'Adolphe Thiers. Elle épouse le Marseillais Charles Reybaud, frère de Louis Reybaud, qu'elle suit à Angers où il rédige un journal, Le Précurseur de l'ouest. Après 1830, le couple s'installe à Paris. Proche des milieux saint-simoniens, Charles Reybaud joue un rôle assez important dans le milieu de la presse, en participant notamment à la création de l'agence Havas. Gérant du Constitutionnel, il permet à Madame Reybaud d'y publier ses premières œuvres sous forme de feuilletons. Après 1848, son mari prend une semi-retraite jusqu'en 1852, date à laquelle il est nommé agent au Brésil. À Paris, Madame Reybaud fréquente les mêmes cercles littéraires parisiens que Balzac. Elle meurt à Nice en 1870.

## Œuvre
Elle publie ses premières œuvres, des études de mœurs, sous le pseudonyme d'Hippolyte Arnaud (ou simplement H. Arnaud), avant d'adopter celui de son mari et de devenir, pour la critique, Madame Reybaud. Elle publie également des nouvelles dans des magazines tels que la Revue de Paris, la Revue des deux Mondes ou Le Journal des jeunes Personnes. Une de ses nouvelles, Les Épaves (1838), plaidoyer en faveur de l'émancipation des esclaves africains, a été adaptée au théâtre par Hans Christian Andersen en 1840 sous le titre Mulatten ou « la Mulâtresse ». La même nouvelle inspire à Eugène Scribe le livret d'un opéra intitulé le Code Noir, joué pour la première fois en 1842 à l'Opéra-Comique. Certains de ses romans connaissent plusieurs éditions, par exemple Le Cadet de Colobrières réédité en 1857 dans la populaire Bibliothèque des chemins de fer de Louis Hachette.
Écrivain prolifique, Madame Reybaud jouit d'une certaine estime auprès des critiques qui apprécient sa mesure, son élégance et un certain conformisme qui ne choque pas les bienséances :

« Ce sont toujours les mêmes qualités aimables : un récit intéressant, émouvant quelques fois; des peintures vraies, et pourtant discrètes, des classes sociales les plus opposées; une richesse de description qui ne va pas jusqu'à l'exubérance; un style élégant et naturel qui a peu de défaillance et jamais d'exagération. »

Ses premiers romans sont des études de mœurs, mais elle se tourne ensuite vers le roman historique. Elle est plusieurs fois traduite dans une langue étrangère, notamment en danois. Lorsque Le Cadet de Colobrières paraît dans une traduction anglaise, en 1847, un critique américain compare le roman au Vicaire de Wakefield d'Oliver Goldsmith. Le roman avait déjà fait l'objet d'une critique élogieuse dans la revue américaine The Living Age (Volume X, juillet, août, septembre 1846), où l'auteur compare le talent de Mme Reybaud à celui de Prosper Mérimée. Si elle ne possède pas la maîtrise du dialogue de l'auteur de Carmen, selon le critique, elle le surpasse dans sa peinture de la sensibilité féminine. Trois autres romans feront l'objet d'une revue critique dans le magazine littéraire britannique l' Athenaeum (1828-1921). Il s'agit de Les Anciens Couvents de Paris (The Old Convents of Paris, 1847), Les Deux Marguerite (The Two Marguerites, 1848) et Le Moine de Chaalis (The Monk of Chaalis, 1859). Le Christian Examiner (Volume LXIV, janvier-mai 1858, p; 469) fait l'éloge de son œuvre qui jamais ne blesse "le bon goût ou la morale", mais lui reproche un manque de vigueur qui lui fait préférer George Sand, Delphine de Girardin et Heures de prison de Marie Capelle.

### Romans
- Clémence, (Sous le pseudonyme de A. Arnaud) 1843
- Clémentine et Félise, roman
- Deux à deux, roman, Hachette, Paris 1861[9]
- Dona Mariana, Bruxelles, 1840
- Édouard Mongeron, roman
- Espagnoles et Françaises, roman
- Gabrielle et Lucie, roman, 1842
- Georges et Fabiana (1840), roman
- Hélène, roman
- L'Oncle César, roman
- La Dernière Bohémienne, roman
- Elys de Sault ou La Cour des Papes au milieu du XIVe siècle, Paris 1836, roman gothique dont l'action se passe à la cour des papes en Avignon.
- Aventures d'un rénégat, 1836
- La Protestante ou les Cévennes au commencement du XVIIIe siècle, 1828, (avec une préface concernant la guerre des camisards
- Le Cabaret de Gaubert, roman
- Le Cadet de Colobrières, roman, traduit en anglais en 1847, décrit avec humour les déboires de la noblesse de l'ancien régime, dont la fierté à du mal à s'accommoder du nouvel ordre social et politique[10].
- le Château de Saint-Germain (1836)
- Le Moine de Chaalis, (Paris, Dumont, 1843) roman[11]
- Les Anciens Couvents de Paris (1848), roman
- Les Deux Marguerite, 1845, roman
- Lucie, 1841, roman
- Madame de Rieux, suivi de Florita, Bruxelles, 1840
- Mademoiselle de Malepeire, 1855 (réédité en 1990 par Actes Sud), est l'histoire d'une jeune fille de bonne famille qui est reniée par sa famille lorsqu'elle épouse un paysan. Quelques années plus tard elle défraye de nouveau la chronique en assassinant son mari[12],[9]
- Mademoiselle de Chazeuil, 1844
- Marie, roman[13]
- Mémoires d'un garde de Paris, roman
- Sans dot, roman
- Theresa (1840)
- Valdepeuras (1839)

### Nouvelles
- « L'Avocat Loubet, Revue de Paris, tome 36, 1836, pp. 225-245 et tome 37, 1837, pp. 98-120.
- « Le Comte de Peñaparda », Revue de Paris, tome V, 1837, 66-98, pp. 128-161, Bruxelles
- « Le Bal du vice-légat », Revue de Paris, tome XI, 1838, pp. 220-253, Bruxelles.
- « Les Corbeaux », Revue de Paris, tome II, 1839, pp. 149-175.
- «Le Dernier Oblat», la Revue des deux Mondes, tome I, 1842, p. 585–616, et tome II, 1842, p. 183–209, 233-260, 400-431.
- « Dona Luisa », Revue de Paris, tome VII, 1838, p. 23–54, 98-144
- «Les Épaves», Revue de Paris, tome II, 1838, p. 23–84. [Bruxelles]
- «Le Fada», Revue de Paris, tome III, 1838, 5-35. [Bruxelles]
- «Une famille de Parias», Revue de Paris, tome VIII, vol. 44, 1837, p. 69–109. [Paris]
- «Florita», Revue de Paris, tome VIII, 1839, p. 5–38.
- «Les Lambert», Revue de Paris, tome 29, 1841, p. 69–88. [Paris]
- «Lazarilla», Revue de Paris, tome 18, 1835, p. 166–200. [Paris]
- «Madeline», Revue de Paris, tome IV, 1839, p. 73–104.
- «Le Mari de la morte», L'artiste, deuxième série, I, 1839, p. 52–55, 81-85.
- «Marie d'Enambuc», Revue des deux mondes, tome II, 1840, p. 576–598, 625-667.
- «Marius Meinier», Revue de Paris, tome VIII, 1838, p. 224–259. [Bruxelles]
- «Misé Brun», Revue des deux mondes, tome III, 1843, p. 525–560, raconte l'histoire d'une jeune bourgeoise mariée à un homme plus âgé qu'elle et fort laid. Sa beauté attire l'attention d'un aristocrate dépravé qui tente de la violer. Elle est sauvée par un inconnu dont elle tombe amoureuse. Aussi vertueuse que la Princesse de Clèves malgré sa condition modeste, elle tente de résister au penchant qu'elle éprouve pour l'inconnu. Avec l'aide de son confesseur, elle réussit à surmonter son spleen et à rester une épouse exemplaire.
- «Une ruine inédite», Revue de Paris, tome VI, 1839, p. 134–136.
- «Salvador», Revue de Paris, tome 46, 1837, p. 80–108.
- «Théobald», Revue de Paris, tome 33, 1836, 248-274. [Paris]

### Poème
- «La Tache et la paillette», Journal des jeunes personnes, tome 1er de la 2e série, 1847, p. 18–19.